# 幣舞橋

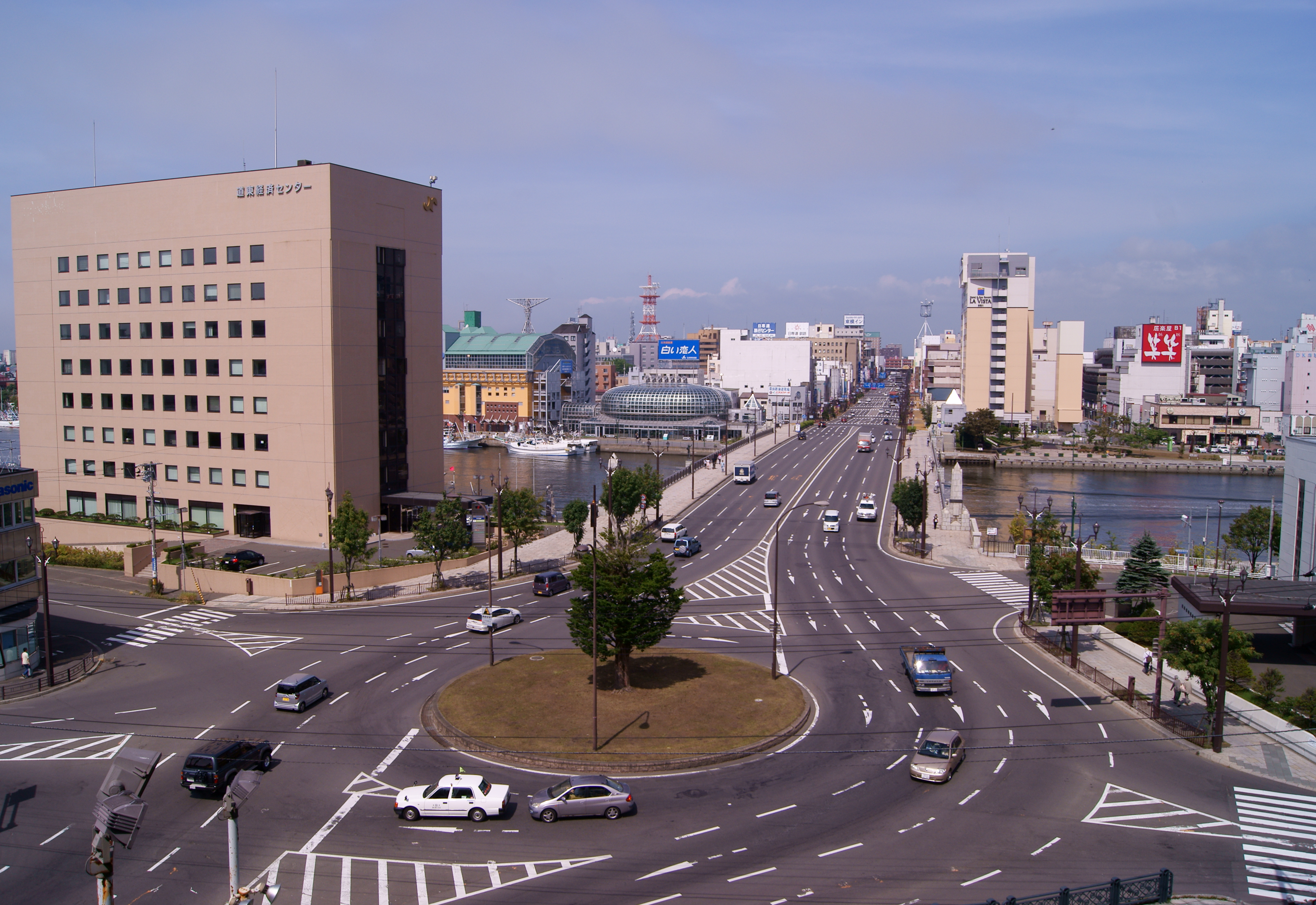
幣舞公園から眺めた幣舞ロータリーと幣舞橋（2010年8月）

幣舞橋（ぬさまいばし、英語：Nusamai Bridge）は、北海道釧路市の釧路川に架かる橋。幣舞の名前はアイヌ語の「ヌサ・オ・マイ」（nusa-o-mai 幣場の・ある・ところ）が由来とされている。

## 概要
釧路駅前のメインストリート（北大通）の橋であり、釧路川の最も下流に架かる橋でもある。幣舞ロータリーは国道38号終点と国道44号の起点になっている。24時間平均交通量は約35,700台（平成22年度）。

## 主要諸元
|        | 旧幣舞橋（1928年架橋）           | 幣舞橋（1976年架橋）  |
| ------ | -------------------------------- | --------------------- |
| 橋長   | 114.6m                           | 124.0m                |
| 支間割 | 22.59+3@23.16+22.56              | 34.5m+54.0m+34.5m     |
| 幅員   | 18.27m                           | 33.80m                |
| 車道   | 12.59m(車道+軌道：2×3.55m+5.49m) | 22.50m                |
| 歩道   | 2×2.84m                          | 2×5.65m               |
| 形式   | 21.95m×5連単純鈑桁橋             | 3径間連続鋼床版箱桁橋 |
| 総鋼重 | 882.84t                          | 1,323t                |

## 歴史
幣舞橋は、1889年（明治22年）に北海道内で最も長い木橋「愛北橋」（全長207m、幅3.6m）として架橋されたのが始まりである。それまで渡船により越えていた釧路川に、名古屋に本社を持つ商事会社「愛北物産」が自費で架橋し、有料で橋を運営した。ところが、1898年（明治31年）に橋は倒壊してしまう。1900年（明治33年）、官設となる木橋（全長203ｍ、幅4.2ｍ）が架けられ、地域の名称から「幣舞橋」と名づけられた。しかし、この橋も増水による上流からの流木や、冬場の結氷や流氷によって1909年（明治42年）に倒壊。同じ年に新たな木橋（全長203ｍ、幅4.5ｍ）が架けられたが、流木や流水によりおよそ6年で倒壊してしまった。1915年（大正4年）には幅員を拡げた新たな木橋（全長201ｍ、幅7.2ｍ）を架けた。
1928年（昭和3年）、およそ4年の歳月をかけて永久橋（全長113ｍ、幅18.3ｍ）が完成。歩道と車道が分けられ、車道は片側2車線になった。優雅なアーチを描くヨーロッパ風のデザインと橋上に設置された四基の大理石によるオベリスクは、頑丈なだけでなく美しさも兼備しているとして高く評価され、旧豊平橋（札幌市）、旭橋（旭川市）と並んで「北海道三大名橋」と称された。1976年（昭和51年）、老朽化と渋滞緩和を目的に新たな橋が架橋された。設計は市民参加型で行われ、四基のオベリスクやアーチ型などは旧橋の面影を残しながら新たな試みを採用し、橋脚上には4人の彫刻家による作品「四季の像」が設置されている。

### 年表
- 1889年（明治22年）9月22日 - 愛北物産の私費による木橋「愛北橋」架橋。
- 1898年（明治31年） - 愛北橋が倒壊。
- 1900年（明治33年）12月 - 官営による初代「幣舞橋」架橋（木橋）。
- 1909年（明治42年） - 幣舞橋が倒壊。同年に2代目「幣舞橋」架橋（木橋）。
- 1915年（大正3年） - 2代目幣舞橋が倒壊し、3代目「幣舞橋」架橋（木橋）。
- 1924年（大正13年） - 新しい橋の工事に伴い、仮橋を設置。
- 1928年（昭和3年）11月3日 - 4代目「幣舞橋」架橋。初めて鉄筋コンクリートを使用した。
- 1975年（昭和50年）7月1日 - 新しい橋の工事に伴い、仮橋を設置[8]。
- 1976年（昭和51年）11月26日 - 現在の5代目「幣舞橋」架橋。
- 1977年（昭和52年）5月3日 - 橋脚に「道東四季の像」が完成し、除幕式が行われる[9][10]。

## 道東四季の像

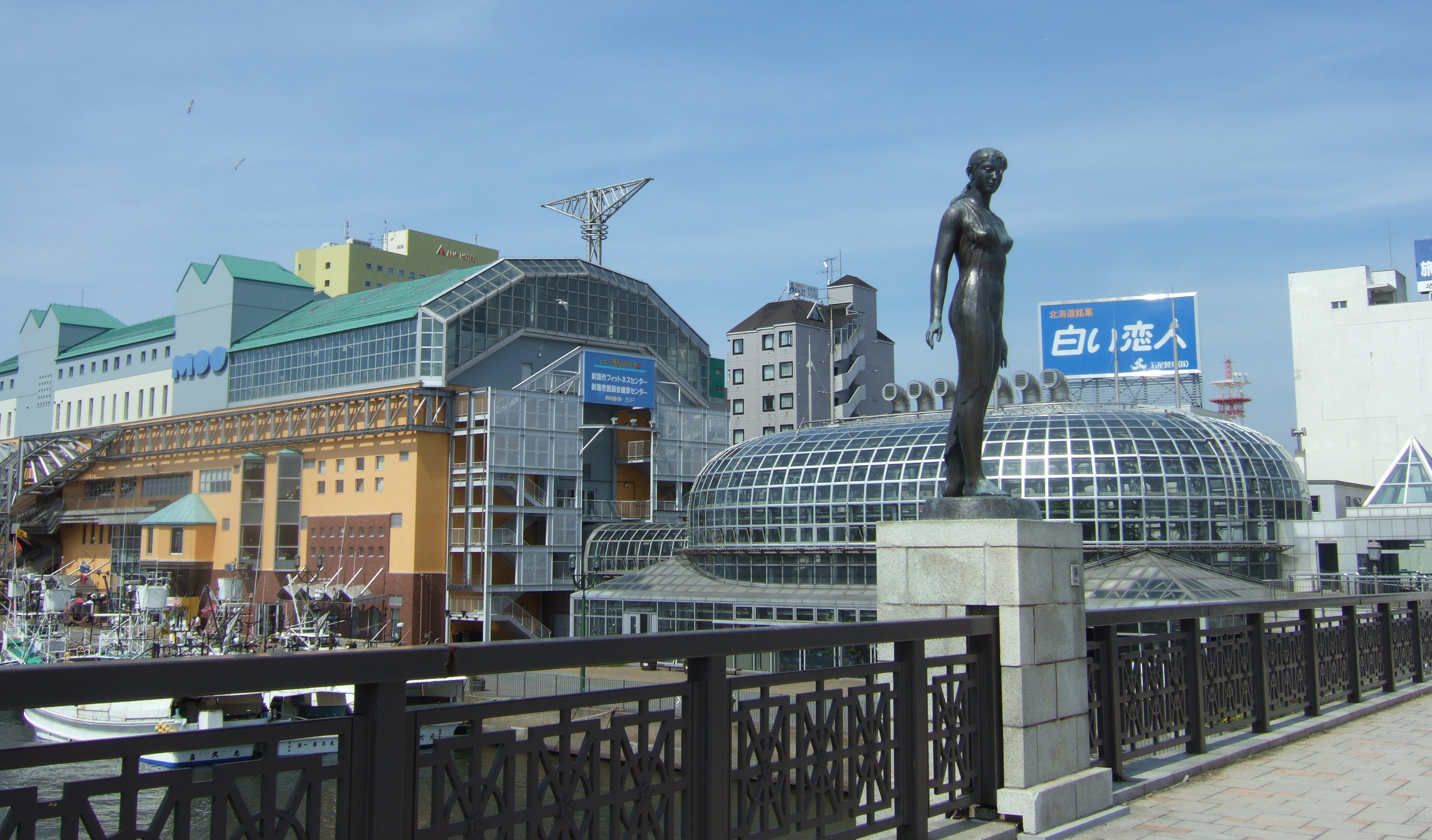
釧路フィッシャーマンズワーフMOOと舟越保武作「春」（2010年8月）

橋脚上には橋上彫刻「道東四季の像」があり、春夏秋冬を表現している。市民運動によって提案され資金も賄って彫像が取り付けられたのは日本国内で初めてのことであった。
- 春の像 舟越保武 作：「若葉が萌えいずる雪解けの季節」
- 夏の像 佐藤忠良 作：「さわやかな風を受けて羽ばたく若々しさ」
- 秋の像 柳原義達 作：「迫りくる厳しい冬に立ち向かう精神と緊張感」
- 冬の像 本郷新 作：「寒さと冬をはねのけて春を待ち望む心」

## 周辺
釧路市のウォーターフロント開発である釧路フィッシャーマンズワーフMOOが隣接している。幣舞ロータリーはロータリー交差点であり北海道道25号釧路港線や北海道道113号釧路環状線などに接続している。ただし、環道優先のラウンドアバウトではない。幣舞ロータリーから出世坂を登ると幣舞公園入口があり、幣舞橋や釧路港を眺めることができる。
- ぬさまい広場[13]
- 旧日本銀行釧路支店ビル
- ラビスタ釧路川
- ANAクラウンプラザホテル釧路
- 釧路市観光国際交流センター
- 北海道立釧路芸術館
- おおかわ広場[13]
- 道東経済センタービル
- 釧路センチュリーキャッスルホテル
- 港文館
- 市立釧路図書館
- 釧路市生涯学習センター・まなぼっと幣舞
  - 釧路市立美術館
- 釧路三慈会病院
- NHK釧路放送局

## 幣舞橋が登場する（ロケ地となった）作品

### 書籍
- 木谷恭介『釧路ぬさまい橋殺人事件』
- 桜木紫乃『ラブレス』
- 桜木紫乃『ホテルローヤル』
- 桜木紫乃『無垢の領域』
- 桜木柴乃『起終点駅 ターミナル』
- 原田康子『挽歌』

### 歌
- 美川憲一「釧路の夜」（作詞・作曲：宇佐英雄）
  - ぬさまい広場に歌碑が建立されている[13][14]。
- 合唱曲「新しい幣舞橋を祝う」（作詞：柏村静子、作曲：星壽夫）[10]
  - 「霧のヌサマイ橋」[10]
  - 「ヌサマイ橋」[10]
  - 「夜霧の釧路」[10]
  - 「釧路みれん」[10]
  - 「女ごころの釧路川」[10]
  - 「釧路の街に霧が降る」[10]

### 映画・テレビドラマ
- 『挽歌』
- 『ハナミズキ』
- 『僕等がいた』
- 『起終点駅 ターミナル』
- 『男はつらいよ 夜霧にむせぶ寅次郎』

## 市民団体
釧路市の中心市街地の活性化などに向けた活動を行う市民団体「幣舞橋かいわい市民会議」（通称・ぬさまい会議）が発足しており、幣舞橋を中心とした景観を後世に伝えることも目指している。

## ギャラリー

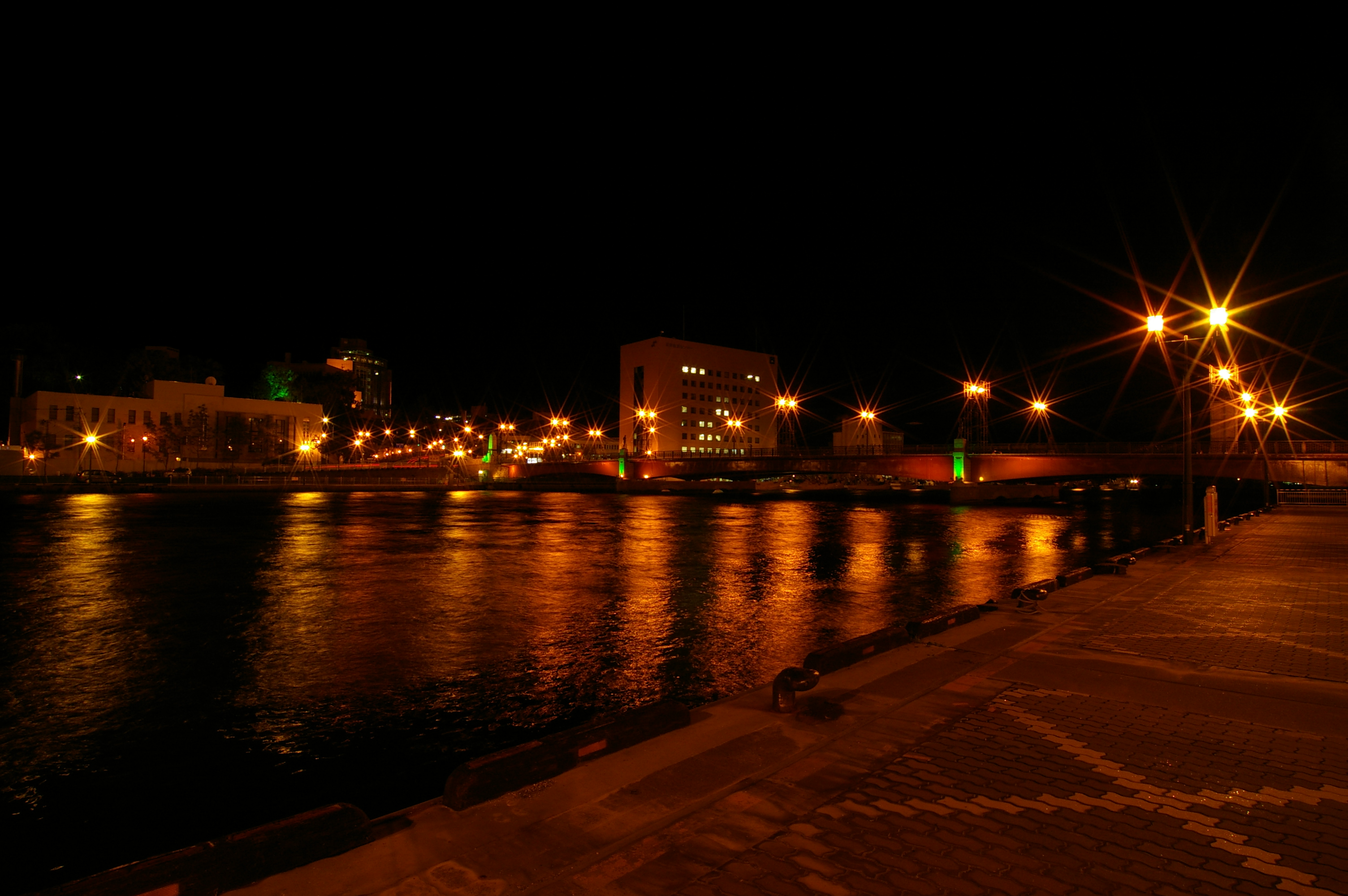
夜の幣舞橋（2007年9月）
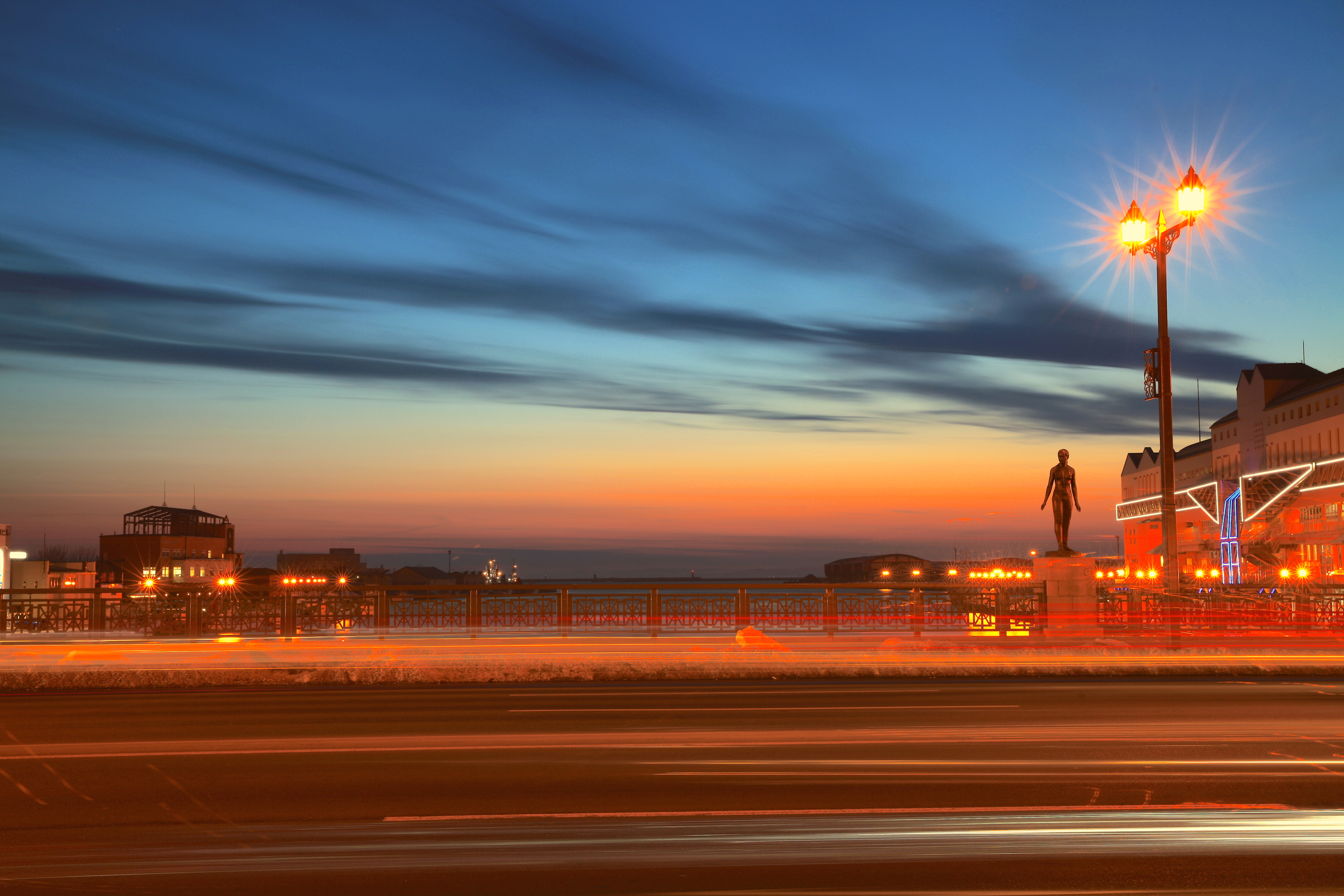
夕暮れの幣舞橋（2014年3月）